# Batis crypta
Batis crypta là một loài chim trong họ Platysteiridae.